# 加賀岩内駅
加賀岩内駅（かがいわうちえき）は、かつて石川県能美郡辰口町岩内（現：能美市岩内町）に位置していた、北陸鉄道能美線の駅（廃駅）である。

## 概要
国鉄（開業当初は省線）との連帯駅で、読みは異なるが国鉄岩内線の岩内駅と同名となるのを避けるために旧国名を冠していた。そのため、近隣のマッサージ店へ通う利用者のために国鉄線からの連絡切符が販売され、その連絡切符が能美線各駅の中で当駅が最も多く販売された駅だった時期もあった。
有人駅時代は駅員が2名常駐し、貨物駅が併設されていた頃は米、麦などの農産物、藁工品、肥料、織物製品などの積み降ろしで賑わっていた。

## 歴史
- 1925年（大正14年）6月5日：能美電気鉄道により、岩内駅として開業。当初は省線とは非連帯駅[1]。
- 1938年（昭和13年）10月27日（届出）：ホーム擁壁を木造からコンクリートに変更、ホーム長を9m144cmから15mに延伸[1]。
- 1939年（昭和14年）8月1日：金沢電気軌道が能美電気鉄道を吸収合併。
- 1941年（昭和16年）8月1日：北陸合同電気（現在の北陸電力）が金沢電気軌道を合併。
- 1942年（昭和17年）3月26日：事業譲渡により北陸鉄道となる。
- 1946年（昭和21年）以降：加賀岩内駅に改称[3]。この頃から国鉄との連帯運輸を開始[1]。
- 1967年（昭和42年）1月14日：貨物側線を廃止[1]。無人駅化[2]。
- 1980年（昭和55年）9月14日：能美線廃止に伴い廃駅となる。

## 駅構造
能美線の駅の中では大きな駅で、全盛期は貨物側線を有していたが、晩年は片面ホームの1面1線の地上駅であった。当駅は木造駅舎を併設する駅であった。

## 駅周辺
- 岩内体育館
- 岩内保育園

## 現状
鉄道廃止後、駅跡は公園として再利用されており、駅跡には石碑が設置されている。ただし、火釜方は水田の区画整理により旧線跡がわからない。

## 隣の駅
北陸鉄道
能美線
三ツ口駅 - 加賀岩内駅 - 火釜駅